# Ansonia albomaculata
Az Ansonia albomaculata a kétéltűek (Amphibia) osztályának a békák (Anura) rendjébe és a varangyfélék (Bufonidae) családjába tartozó faj. Borneó szigetén honos és talán megtalálható Malajziában, Bruneiben és Indonéziában. A trópusi, szubtrópusi esőerdők lakója. 150-350 méteres tengerszint feletti magasság között írták le. A faj veszélyeztetetté válhat az erdőirtás miatt.